# Diocesi di Gerico
La diocesi di Gerico (in latino Dioecesis Ierichuntina) è una sede soppressa del patriarcato di Gerusalemme e una sede titolare della Chiesa cattolica.

## Storia
Gerico è un'antica sede vescovile della provincia romana della Palestina Prima nella diocesi civile d'Oriente. Faceva parte del patriarcato di Gerusalemme ed era suffraganea dell'arcidiocesi di Cesarea.
Città storica già citata nei vangeli di Marco, Matteo e Luca come sede di miracoli operati da Gesù Cristo, fu questa sua rilevanza nella religione cristiana a fare sì che fosse eretta diocesi nei tempi del primo cristianesimo.
Diversi sono i vescovi conosciuti di quest'antica diocesi palestinese, documentati dalle fonti conciliari dei primi secoli cristiani. Gennaro prese parte al concilio di Nicea del 325 e Macer a quello di Costantinopoli del 381. Eleuterio fu presente al sinodo di Diospoli (Lidda) del 415, dove furono condannati gli errori di Pelagio; e nello stesso anno prese parte alla traslazione delle reliquie di san Giovanni Battista a Gerusalemme assieme ai vescovi Giovanni di Gerusalemme e Eutonio di Sebaste. Giovanni e Gregorio presero parte ai sinodi patriarcali di Gerusalemme del 518 e del 536 durante i quali i vescovi palestinesi condannarono le idee monofisite e i loro sostenitori, Severo di Antiochia e Antimo di Costantinopoli. L'ultimo vescovo conosciuto dalle fonti letterarie è Basilio, menzionato nella vita di santo Stefano il sabaita. Un'iscrizione mosaicata ha rivelato il nome di un vescovo di Gerico, Porfirio, il cui episcopato è collocabile dopo quello di Gregorio nel VI secolo.
La diminuzione del numero dei cristiani dopo l'occupazione mussulmana della Palestina, portò alla scomparsa della maggior parte delle sedi vescovili antiche e al loro accorpamento. Nell'XI secolo è documentata una diocesi del Giordano, con sede nel monastero di San Giovanni Battista nei pressi di Gerico, e con giurisdizione su un territorio che comprendeva la regione di Gerico e i monasteri del deserto, fino ai confini con Betlemme e Nablus. Di questa diocesi è noto il nome del vescovo Soterico, documentato da un sigillo datato alla fine dell'XI secolo.
Dal 1778 Gerico è annoverata tra le sedi vescovili titolari della Chiesa cattolica; la sede è vacante dal 23 giugno 2025.

## Cronotassi

### Vescovi greci
- Gennaro † (menzionato nel 325)
- Macer † (menzionato nel 381)
- Eleuterio † (menzionato nel 415)
- Giovanni † (menzionato nel 518)
- Gregorio † (menzionato nel 536)
- Porfirio † (VI secolo)
- Basilio † (menzionato nell'800 circa)

### Vescovi titolari
- Lothar Breidbach zu Bürresheim, O.S.B. † (1º giugno 1778 - 7 luglio 1794 deceduto)
- Kaspar Max Droste zu Vischering † (1º giugno 1795 - 17 dicembre 1825 confermato vescovo di Münster)
- José Buenaventura Arias Bergara † (2 ottobre 1826 - 21 novembre 1831 deceduto)
- Matthias Majercsak † (25 settembre 1862 - 23 settembre 1870 deceduto)
- Pietro Garga † (29 luglio 1872 - 12 maggio 1889 deceduto)
- Etienne-Marie Potron † (25 giugno 1889 - 11 agosto 1905 deceduto)
- Sebastiano Francisco Pifferi, O.F.M. † (11 dicembre 1905 - 30 aprile 1906 succeduto arcivescovo di La Plata o Charcas)
- Graziano Gennaro, O.F.M. † (25 agosto 1906 - 19 dicembre 1923 deceduto)
- Giovanni Vescia † (27 marzo 1924 - 6 agosto 1924 deceduto)
- Paolo Tranquillo Silvestri, M.C.C.I. † (5 novembre 1924 - 22 gennaio 1949 deceduto)
- Tarcisio Vincenzo Benedetti, O.C.D. † (10 giugno 1949 - 11 novembre 1952 nominato vescovo di Lodi)
- Alberto Castelli † (28 gennaio 1953 - 19 gennaio 1961 nominato arcivescovo titolare di Rusio)
- Filippo Pocci † (8 luglio 1961 - 11 dicembre 1991 deceduto)
- Kamal Hanna Bathish † (29 ottobre 1994 - 23 giugno 2025 deceduto)